# Lesión de Morel-Lavallée
Una  lesión de Morel-Lavallée ( MLL ) es un tipo de lesión por avulsión de la piel. Generalmente ocurre alrededor del muslo o la pelvis; aunque puede involucrar otras áreas. Los síntomas pueden incluir hematomas, aumento de la movilidad de la piel e hinchazón. Es posible estos síntomas no aparezcan en los primeros días. Entre las complicaciones posibles se encuentra la posibildad de desarrollar una infección y la pérdida de la forma normal del área.
La causa más frecuente es un trauma de importancia, tal como una colisión de un vehículo motorizado. Las lesiones asociadas pueden incluir fracturas de la pelvis o el fémur. El mecanismo subyacente involucra la separación del tejido subcutáneo de la fascia debajo, sin romper la piel. Esto crea un espacio en el que se acumula líquido. El diagnóstico se basa en el examen físico y puede estar respaldado por imagenología.
El manejo generalmente implica un seguimiento estrecho del caso, drenaje con una aguja o cirugía. Otras opciones pueden incluir terapia de compresión o escleroterapia. Después del tratamiento existe el riesgo de recurrencia. Las lesiones de Morel-Lavallée son relativamente raras. Esta lesión fue descrita por primera vez en 1863 por Victor-Auguste-François Morel-Lavallée.